# Bonheur, marque déposée
Bonheur, marque déposée (Happiness TM) est un roman de Will Ferguson, publié en 2001.

## Le début
Edwin de Valu travaille dans une maison d'édition avec May. Sa vie est plutôt triste et son travail médiocre. Un jour, alors qu'il s'occupe des rebuts de la journée (romans reçus par la poste qui seront renvoyés aussitôt à leurs auteurs), il tombe sur un livre de développement personnel. Il commence par le jeter à la poubelle, mais poussé dans ses retranchements par le directeur de la maison d'édition, il décide de faire publier ledit livre. C'est alors que commence la fin du monde. La cause en est que ce livre de développement personnel fonctionne trop bien et que tout le monde devient heureux...